# Slovenska vaterpolska prvenstva
Slovenska vaterpolska prvenstva se održavaju od razdruženja Slovenije od SFRJ, 1991. godine.
1991/92. Triglav Kranj

1992/93. Triglav Kranj

1993/94. Triglav Kranj

1994/95. Micom Koper

1995/96. Mogota Ljubljana

1996/97. Triglav Kranj

1997/98. Triglav Kranj

1998/99. Triglav Kranj

1999/00. Triglav Živila Kranj

2000/01. Triglav Živila Kranj

2001/02. Triglav Živila Kranj

2002/03. Triglav Živila Kranj

2003/04. Triglav Kranj

2004/05. Triglav Kranj
 
2005/06. Triglav Kranj
 
2006/07.

## Vječna ljestvica
- Triglav Kranj 13 puta
- Mogota Ljubljana 1 put
- Micom Koper 1 put